# Селена Стил
Селена Стил (англ. Selena Steele, род. 17 января 1961 года в Лос-Анджелесе, штат Калифорния, США) — американская эротическая танцовщица и порноактриса.

## Биография
Родилась 17 января 1961 года в Лос-Анджелесе, штат Калифорния, США.
Селена начала свою карьеру танцовщицы в стриптиз-клубах по всей стране, затем она возвращается в Калифорнию, чтобы сниматься в фильмах для взрослых. Говорит, что во время работы танцовщицей у неё был секс, который в 1988 году побудил её сниматься в порнофильмах.
Стил снялась более чем в сорока фильмах, а затем исчезла из индустрии до 2000 года, когда она вернулась и снова работала для VCA в постановках Джима Холлидея.

## Награды
- 1991 F.O.X.E. Award — Vixen
- 1992 AVN Award — лучшая актриса второго плана — видео — Sirens[1]
- 2004 Зал славы XRCO[2]
- 2007 Зал славы AVN[3]